# Charquemont
Charquemont ist eine französische Gemeinde mit 2.867 Einwohnern (Stand: 1. Januar 2022) im Département Doubs in der Region Bourgogne-Franche-Comté.

## Geographie

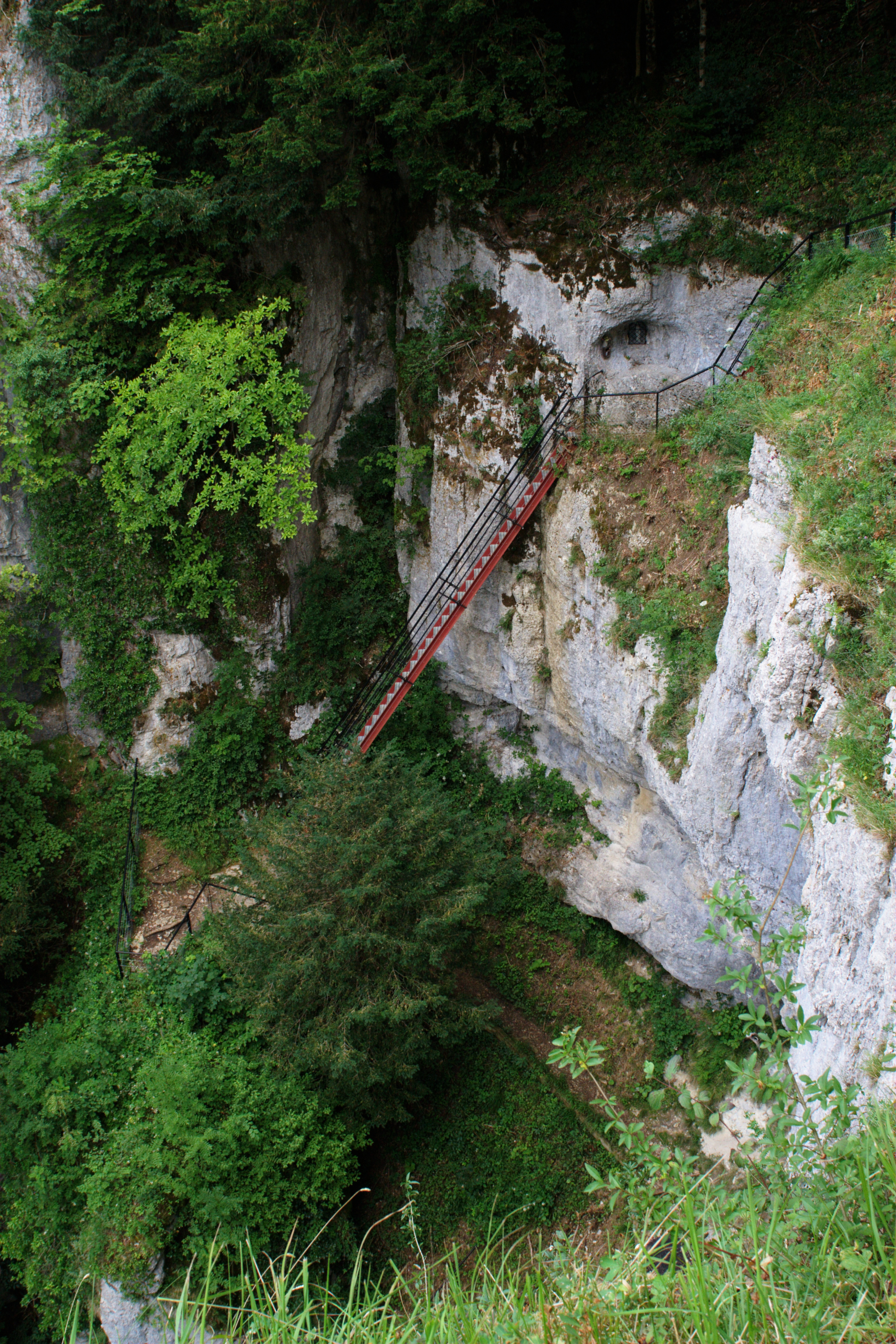
Kalkfelswand Les Echelles de la Mort

Charquemont liegt auf 860 m, fünf Kilometer südlich von Maîche und etwa zwölf Kilometer nördlich der schweizerischen Stadt La Chaux-de-Fonds (Luftlinie). Das Dorf erstreckt sich im Jura, inmitten des ausgedehnten Hochplateaus von Maîche nördlich des tief eingeschnittenen Tals des Doubs. Das Gemeindegebiet gehört zum Regionalen Naturpark Doubs-Horloger.
Der Hauptteil des 21,44 km² großen Gemeindegebietes liegt, durchschnittlich auf 850 m, auf dem schwach reliefierten Hochplateau von Maîche. Es ist überwiegend mit Wies- und Weideland bestanden, zeigt aber auch einige größere Waldflächen, insbesondere die Waldung von Les Rachottes südlich des Dorfes. Das Plateau besitzt keine oberirdischen Fließgewässer, weil das Niederschlagswasser im verkarsteten Untergrund versickert. Die nördliche Abgrenzung verläuft auf der breiten Anhöhe von Les Essarts (934 m). Im Süden wird das Hochplateau von einem langgestreckten Höhenzug begrenzt, der auf dem Peu de Grueresse gipfelt. Hier wird mit 1043 m die höchste Erhebung von Charquemont erreicht.
Gegen Süden fällt dieser Höhenrücken steil zum canyonartig in die Jurahochflächen eingeschnittenen Tal des Doubs ab. Die überwiegend bewaldeten Talhänge werden von verschiedenen markanten Kalkfelswänden durchzogen, darunter diejenigen von Les Echelles de la Mort. Im Süden und Südosten verläuft die Grenze stets entlang dem Doubs, der hier durch ein unwegsames, wildes Tal nach Nordosten fließt.
Zu Charquemont gehören neben dem eigentlichen Ortskern verschiedene Weiler und zahlreiche Einzelhöfe, darunter:
- Combe-Saint-Pierre (865 m) am Rand des Hochplateaus am Nordwestfuß des Peu de Grueresse
- Creux de Charquemont (880 m) auf der Hochfläche am Südrand von Les Rachottes
- Vaudey (931 m) auf einer Geländeterrasse südlich des Peu de Grueresse, hoch über dem Tal des Doubs
- Le Boulois (914 m) auf einer Geländeterrasse östlich des Peu de Grueresse, hoch über dem Tal des Doubs

Nachbargemeinden von Charquemont sind Fournet-Blancheroche im Süden, Les Écorces im Westen, Maîche und Cernay-l’Église im Norden, Damprichard und Charmauvillers im Nordosten sowie die schweizerischen Gemeinden Le Noirmont und Les Bois im Südosten.

## Geschichte
Das Gebiet von Charquemont wurde im 13. Jahrhundert gerodet und urbar gemacht. Erstmals urkundlich erwähnt wird der Ort im Jahre 1339. Er gehörte im Mittelalter zum Herrschaftsgebiet von Maîche. Zusammen mit der Franche-Comté gelangte Charquemont mit dem Frieden von Nimwegen 1678 an Frankreich. Seit der Französischen Revolution war auch Fournet-Blancheroche Teil des Gemeindegebietes. Dieses wurde jedoch 1874 von Charquemont abgetrennt und zu einer selbständigen Gemeinde erhoben. Zu einer weiteren Gebietsveränderung kam es 1972, als die vorher eigenständige Streusiedlung Le Boulois nach Charquemont eingemeindet wurde.
Das wirtschaftliche Leben war lange Zeit durch die Landwirtschaft (Milchwirtschaft, Viehzucht, Ackerbau) und die Forstwirtschaft geprägt. Bereits Mitte des 18. Jahrhunderts wurde die Uhrmacherei eingeführt. Die Uhren wurden zunächst hauptsächlich in Heimarbeit, ab etwa der Mitte des 19. Jahrhunderts in Fabriken gefertigt. So entwickelte sich Charquemont im 19. Jahrhundert zu einem wichtigen Zentrum der Uhrenindustrie im französischen Jura. Eine bessere Verkehrsanbindung erhielt das Dorf 1902 mit der Eröffnung der Schmalspurbahn (Le Tacot), die von Morteau nach Maîche verkehrte. Der Betrieb dieser Eisenbahnstrecke wurde jedoch im Jahr 1952 eingestellt.

## Sehenswürdigkeiten
Die Kirche Saint-Étienne wurde im 16. Jahrhundert im Stil der Spätgotik errichtet. Der heutige Glockenturm wurde im 19. Jahrhundert hinzugefügt. Damals war er noch mit einer Zwiebelhaube bestückt, heute trägt er einen Spitzhelm. Die Kirche wurde 1932 umfassend restauriert und vergrößert. Auf freiem Feld südöstlich des Dorfes befindet sich die Kapelle Saint-Roch.

## Bevölkerung
| Jahr                       | 1962 | 1968 | 1975 | 1982 | 1990 | 1999 | 2016 |
| Einwohner                  | 2329 | 2341 | 2485 | 2265 | 2205 | 2209 | 2656 |
| Quellen: Cassini und INSEE |      |      |      |      |      |      |      |

Mit 2867 Einwohnern (Stand 1. Januar 2022) gehört Charquemont zu den mittelgroßen Gemeinden des Départements Doubs. Schon Mitte des 19. Jahrhunderts zählte Charquemont wegen seiner Bedeutung als Standort der Uhrenindustrie fast 2000 Einwohner. Nachdem die Einwohnerzahl in der ersten Hälfte des 20. Jahrhunderts meist im Bereich von ungefähr 1800 Personen gelegen hatte, wurde von 1950 bis Mitte der 1970er Jahre ein kontinuierliches Bevölkerungswachstum verzeichnet. Mit nahezu 2500 Einwohnern wurde 1975 der bisherige Höchststand erreicht. Danach nahm die Einwohnerzahl aufgrund der Krise in der Uhrenindustrie deutlich ab, um seit Mitte der 1980er Jahre auf annähernd konstantem Niveau zu verbleiben.

## Wirtschaft und Infrastruktur
Noch heute ist die Wirtschaftsstruktur von Charquemont durch die Uhrenindustrie geprägt. In dieser Branche, welche die Firmen Herbelin, Haenni, Rubis Précis, Fresard, TWC-Clyda, Saint-Honoré Paris und Perrenoud umfasst, sind ungefähr 500 Personen beschäftigt. Weitere wichtige Industriezweige sind die Mikromechanik, das Baugewerbe und die Holzindustrie. Im Doubstal befindet sich das Wasserkraftwerk Refrain.
Charquemont liegt in einem beliebten Ausflugsgebiet im Hochjura und profitiert heute auch vom Tourismus. Die Gemeinde ist sowohl auf den Sommertourismus (Wandern, Velofahren, Fischen) als auch auf den Wintertourismus (alpiner und nordischer Skisport) ausgerichtet. Die Skistation Combe-Saint-Pierre am Westfuß des Peu de Grueresse ist mit drei Skiliften ausgestattet. Für den nordischen Skisport stehen bei guter Schneelage rund 40 km Langlaufpisten zur Verfügung.
Die Ortschaft ist verkehrstechnisch gut erschlossen. Sie liegt an der Departementsstraße D464, die von Maîche nach La Chaux-de-Fonds führt. Weitere Straßenverbindungen bestehen mit Le Russey, Frambouhans und Damprichard.